# Mycetina tonkinea
Mycetina tonkinea is een keversoort uit de familie zwamkevers (Endomychidae). De wetenschappelijke naam van de soort werd in 1931 gepubliceerd door Maurice Pic.